# VfB Friedrichshafen

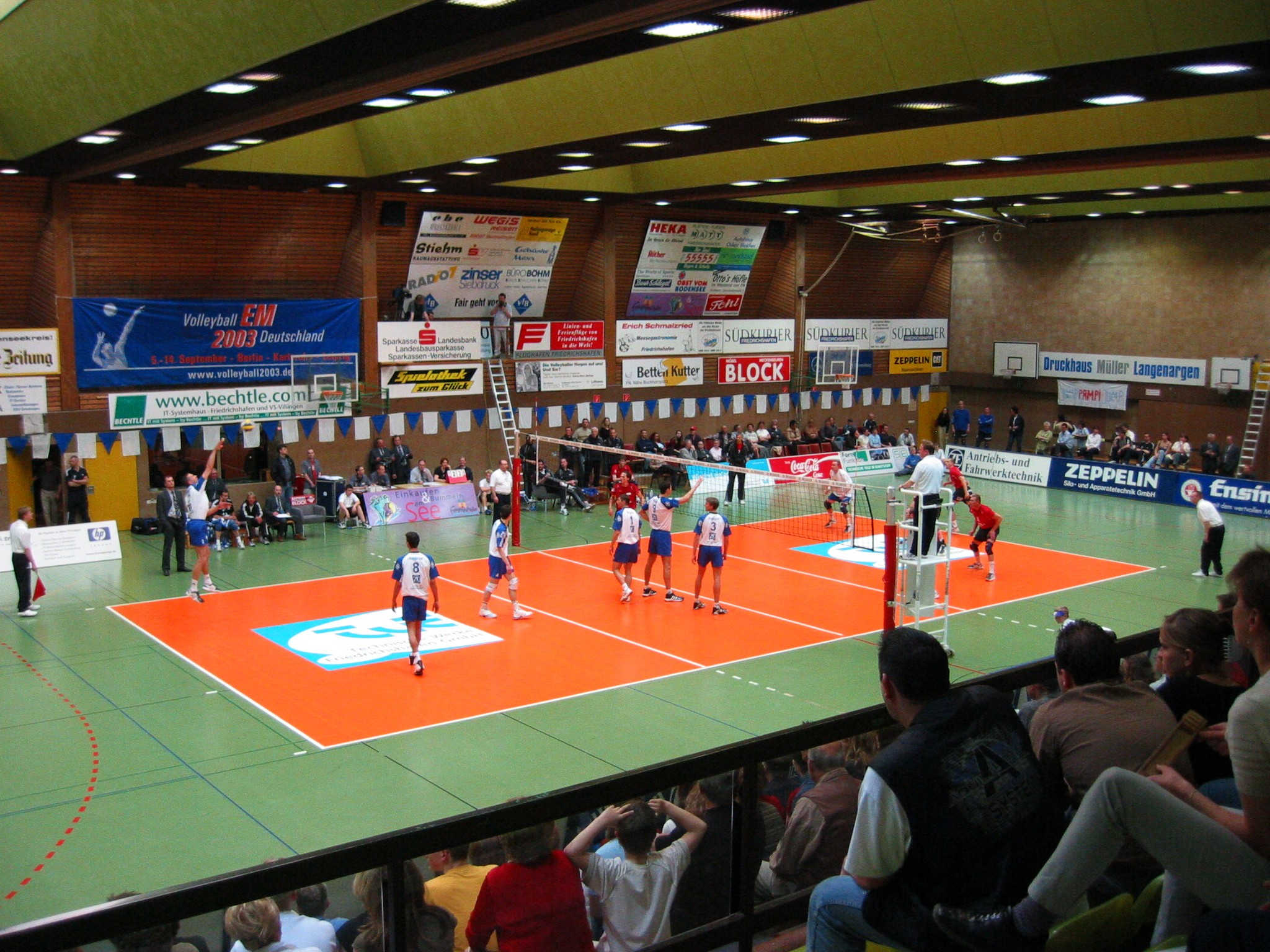
Volleybalploegen van Freidrichtshafen tegen Saulgau in 2003

VfB Friedrichshafen is een Duitse sportclub uit Friedrichshafen, Baden-Württemberg. De club is actief in onder andere voetbal en volleybal.

## Geschiedenis

### Voetbal
De club werd opgericht in 1909. In 1935 klopte de club voor het eerst op de poort van de hoogste klasse, de Gauliga Württemberg, maar slaagde er via de eindronde niet in om te promoveren. In 1941 slaagde VfB er wel in te promoveren. In het eerste seizoen kon de degradatie net vermeden worden, maar in het tweede seizoen volgde een degradatie.
Na de oorlog werden alle Duitse voetbalclubs ontbonden. De club werd heropgericht als SG Friedrichshafen en speelde vanaf 1946 in de Oberliga Südwest. De club eindigde in de middenmoot. In 1949 nam de club terug de naam VfB aan. De twee reeksen van de Oberliga werden na dit seizoen samengevoegd. Van de groep Zuid degradeerden de meeste clubs en VfB eindigde slechts veertiende, waardoor ze zich zelfs niet kwalificeerden voor de II. Oberliga en zo naar de derde klasse degradeerden.
Na enkele mindere plaatsen in de amateurliga werd de club van 1954 tot 1957 telkens kampioen. In 1954 nam de club deel aan de eindronde van het Duits amateurvoetbalkampioenschap. De club won de groep met FV Daxlanden, SC Baden-Baden en 1. FC Lichtenfels. In de halve finale speelde de club tegen SpVgg 03 Neu-Isenburg en speelde na verlengingen gelijk, ook in de tweede wedstrijd waren verlengingen nodig al trok daar Neu-Isenburg uiteindelijk aan het langste eind met 2:3. In 1957 kwam de club dicht bij promotie naar de II. Oberliga, maar moest die uiteindelijk aan Borussia Fulda laten. In 1959 volgde een degradatie, maar de club kon meteen terugkeren. In 1963 en 1969 kon de club nog de amateurliga winnen, maar stootte niet door naar de tweede klasse. In 1972 degradeerde de club en kon na twee seizoenen terugkeren. In 1978 werden de amateurliga's in Baden-Württemberg samengevoegd tot de Oberliga Baden-Württemberg waar de club zich wel voor kwalificeerde, maar na één seizoen uit degradeerde. Hierna slaagde VfB er niet meer om terug te keren naar het derde niveau.
In 2011 promoveerde de club nog naar de Verbandsliga, zesde klasse, maar kon het behoud niet verzekeren. In 2020 mag de club een nieuwe poging proberen.

### Volleybal
De volleybalafdeling werd in 1969 opgericht. In 1980 promoveerde de club naar de 2. Bundesliga en kon een jaar later al doorstoten naar de Bundesliga. Echter werd de club in het eerste seizoen laatste en degradeerde meteen terug. In 1984 promoveerde de club opnieuw, maar kon ook nu het behoud niet verzekeren. Sinds 1987 speelt de club onafgebroken in de Bundesliga en groeide vanaf eind jaren negentig uit tot een heuse topploeg en is met twaalf titels de Rekordmeister. In 2007 kwam de kroon op het werk met een titel in de Champions League. Thuiswedstrijden worden gespeeld in de ZF-Arena Friedrichshafen, die plaats biedt aan 4.000 toeschouwers.

#### Erelijst
CEV Champions League Men
2007
Landskampioen
1998, 1999, 2000, 2001, 2002, 2005, 2006, 2007, 2008, 2009, 2010, 2011
Bekerwinnaar
1998, 1999, 2001, 2002, 2003, 2004, 2005, 2006, 2007, 2008, 2012